# Национальный кинематограф
Национальный кинематограф — термин из области кинотеории и кинокритики, общепринятое определение которого не выработано. Смысловое наполнение данного термина является в профессиональной среде предметом обсуждений и разногласий. Критиками и теоретиками предлагаются разные факторы, но основе которых фильм возможно включить в список «национального кинематографа» конкретной страны. В числе этих факторов есть следующие: страна, которая профинансировала создание фильма, язык общения персонажей, национальная принадлежность героев фильма и их костюмы, интерьерные и экстерьерные локации, музыка, репрезентируемые в фильме элементы культуры и т.д. Существует также подход, опирающийся на особенности структуры киноиндустрии и на влияние «...рыночных сил, государственной поддержки и культурных трансферов…». Также под национальным кинематографом может подразумеваться большой корпус фильмов, или «комплекс смысловых структур...которые обрели историческое значение через наличие у них общих интертекстуальных «симптомов«», или внутренней интертекстуальной согласованности». Филип Розен в своей книге «Теоретизируя национальный кинематограф» (Theorising National Cinema) предлагает рассматривать национальный кинематограф как результат концептуализации трех признаков: (1) непосредственно «национальные» фильмы/тексты, отобранные для анализа, и взаимоотношения между ними, которые выражаются через общий (основной) «симптом»; (2) понимание «нации» как сущности, находящейся в синхронии в этим «симптомом»; и (3) понимание прошлых, или традиционных «симптомов», известных также как история или историография, как способствующих складыванию современных систем и «симптомов». Под данными «симптомами» интертекстуальности могут пониматься стиль, тип носителя информации, содержание, нарратив и нарративные структуры, костюмы, специфика мизансцен, тип персонажа, особенности операторской работы. Также «симптом» может отсылать к культурному фону создателя фильма и тех, кто в нем снимается.
Другим расхожим в академической среде определением национальных кинематографов является их противопоставление кинематографу Голливуда. В рамках данного подхода интерес представляет классификация, предложенная Стивеном Крофтсом в его статье «Переосмысляя национальные кинематографии«» (Reconceptualizing National Cinema/s, 1993). Выбирая в качестве опорной точки оппозицию голливудское кино/национальное кино, он предлагает 7 «типов» последнего:
1. Арт-кино европейского образца (European-Model Art Cinemas). Если рассматривать Европу как единую сущность, то ее национальный кинематограф в целом совпадает с традициями европейского арт-кино. Этот тип национального кинематографа идейно противостоит Голливуду, но не соревнуется с ним в экономическом поле, ориентируясь вместо этого на другой рынок и аудиторию. Если же рассматривать каждое европейское государство по отдельности, то критериями национального кино становятся включенность в фильмы политических реалий страны, специфики ее культуры, а также особенности экономики кинопроизводства.
2. Кинематографы стран «третьего мира» (Third Cinema). Этот тип также ставит себя в оппозицию Голливуду, но данном случае имеет место не экономическое соревнование, а критика производимой Голливудом кинопродукции.Национальный кинематограф такого типа политизирован; он противопоставляет себя Голливуду в эстетическом плане, перерабатывая существующие там эстетические и нарративные конвенции (намеренно занижая качество, создавая прерывистые нарративы (отражающие, помимо прочего, нестабильность границ и финансирования кинопроизводства)). Оппозиционность также проявляется в трансляции через кинематограф идей национального освобождения, антиимпериализма, в использовании локальных культурных сюжетов. Вместе с тем национальные кинематографы стран «третьего мира» противостоят также и традиции европейского арт-кино, заявляя тем самым о самостоятельности своих наций, пусть и не признанных на мировой арене. Примерами такого типа национальных кинематографий являются бразильское кино, угандийский кинематограф и др.
3. Коммерческие кинематографы стран «третьего мира» и Европы (Third World and European Commercial Cinemas). Этот тип национальных кинематографов пытается отстроиться от Голливуда не идеологически, а по экономическим показателям (box office). Такие попытки, однако, по-большей части оказываются провальными. К данному типу можно отнести российские боевики 2010-х годов, эксплуатирующие типичные для жанра голливудские конвенции в попытке создания коммерчески успешных фильмов.
4. Кинематографии, игнорирующие Голливуд (Ignoring Hollywood). К данному типу относятся кинематографы стран, стремящихся развивать собственную аутентичную киноиндустрию путем ввода ограничений на импорт американских фильмов (чтобы предотвратить их конкуренцию с собственно национальным кино). Национальные кинематографы таких стран развиваются параллельно Голливуду, не отстраиваются от него, а игнорируют. Пример такого типа национального кинематографа — Болливуд.
5. Кинематографии, имитирующие Голливуд (Imitating Hollywood). Сюда относятся национальные кинематографии стран (в первую очередь населенных англофонами — Британия, Австралия, Канада), специфика национального кинематографа которых оказывается обусловлена ориентацией на Голливуд и его рынки. Крофтс характеризует это как попытки «победить Голливуд в его собственной игре» (которые, по его же словам, оказываются преимущественно провальными). Стремление предугадать ожидания американского зрителя формирует тип национального кинематографа, в котором стирается собственно национальная специфика. Помимо стран-англофонов данный тип национального кинематографа типичен для Индии и республики Бангладеш.
6. Тоталитарные кинематографии (Totalitarian Cinemas). Для данного типа национального кинематографа характерна строгая система кинопроизводства, обусловленная национализацией кинопромышленности. Специфика кинематографа тоталитарных стран, их «национальность» определяется потребностями государства, коммерческий успех не является фактором, обуславливающим особенности фильмов. Типичный пример такого кинематографа — кинематограф СССР. Вместе с тем при таком типе кинематографа одновременно с «официальным» тоталитарным кино обычно существует независимое подпольное, которое занимается трансляцией маргинальных идей. Примеры таких кинематографов — «новые волны» в странах Восточной Европы (Польша, Чехословакия). Массовый кинематограф этих стран очень однороден, но фильмы «новых волн«» занимают по отношению к нему критическую позицию и «атакуют» специфические для своих стран «болевые точки«».
7. Региональные/Этнические кинематографии (Regional/Ethnic Cinemas). Данный тип кино создается этническими и лингвистическими меньшинствами. Способом обособления от остального кино — включая как голливудское кино, так и кино той страны, частью которой является этническое меньшинство - является использование этими группами в фильмах их собственного языка. Данный тип национального кинематографа репрезентирует этнос как некое цельное образование, отличное от кино нации в целом. Обычно этнические кинематографии не получают широкой известности, во многом по экономическим причинам. Среди известных представителей данного типа кинематографа можно, однако, выделить Дени Аркана и Спайка Ли.

При обращении к классификации Стивена Крофтса следует учитывать, что «чистых» типов национальных кинематографий почти не существует, и национальный кинематограф конкретной страны с высокой степенью вероятности будет сочетать в себе черты нескольких типов.